# Korniczek wielozębny
Korniczek wielozębny (Orthotomicus laricis) – gatunek chrząszcza zaliczany do kornikowatych.
Rójka
Przebiega w maju i na przełomie lipca i sierpnia.
Wygląd
Larwa beznoga (jak u wszystkich kornikowatych), barwy białej, z jasno-brunatną głową. Poczwarka typu wolnego, barwy kremowej, kolebka poczwarkowa w korze. Imago długości 2,5–4,0 mm. Chrząszcz kształtu walcowatego, barwy rdzawobrunatnej do ciemnobrunatnej, gęsto, krótko owłosiony, połyskujący. Ścięcie pokryw prawie pionowe i płytkie. Przedplecze w zarysie prawie okrągłe,  w przedniej części chropowato punktowane, z tyłu grubo punktowane. Pokrywy z rzędami gęsto ułożonych kropek, międzyrzędy szerokie z pojedynczymi kropkami, wyraźnie błyszczące. Dymorfizm płciowy widoczny na ścięciu pokryw. Samiec na bokach posiada po trzy wyraźne wyrostki – ząbki. Pierwszy – przyszwowy mały, drugi stożkowaty – największy o szerokiej podstawie, trzeci stożkowaty, ustawiony wyraźnie na ścięciu poza jego krawędzią. Samica ma ząbki zredukowane.
Występowanie
Rozprzestrzeniony od zachodnich nabrzeży Europy po Japonię i Koreę na wschodzie i daleko za koło podbiegunowe na północy. Pospolity w całej Polsce.
Pokarm
Żeruje na sośnie rzadziej na świerku i jodle, modrzewiu i limbie.
Znaczenie
Zasiedla głównie wilgotne drewno leżące, gdzie występuje masowo, może atakować drzewa silnie osłabione i obumierające. Infekuje drewno grzybami wywołującymi siniznę. Podobne znaczenie mają: korniczek guzozębny, korniczek płaskozębny i korniczek ostrozębny.